# دریک اوسده
دریک اوسده (انگلیسی: Derik Osede؛ زادهٔ ۲۱ فوریهٔ ۱۹۹۳) یک بازیکن فوتبال اهل اسپانیا است که برای باشگاه فوتبال رئال مادرید کاستیا در لیگ دسته دوم فوتبال اسپانیا بازی می‌کند.
وی که سابقهٔ بازی در رئال مادرید سی نیز دارد، تاکنون به همهٔ رده‌های سنی تیم ملی اسپانیا دعوت شده‌است و به همراه تیم ملی زیر ۲۰ سال فوتبال اسپانیا در جام جهانی ۲۰۱۳ ترکیه حضور داشته‌است.